# Silba taiwanica
Silba taiwanica är en tvåvingeart som först beskrevs av Willi Hennig 1948.  Silba taiwanica ingår i släktet Silba och familjen stjärtflugor.
Artens utbredningsområde är Taiwan. Inga underarter finns listade i Catalogue of Life.